# يوريس كوريا
يوريس كوريا (بالفرنسية: Joris Correa) هو لاعب كرة قدم فرنسي في مركز الهجوم، ولد في 25 ديسمبر 1993 في درانسي في فرنسا. لعب مع نادي أورليانز.

## وصلات خارجية
- يوريس كوريا على موقع قاعدة بيانات كرة القدم.إي يو (الإنجليزية)
- يوريس كوريا على موقع Soccerway.com (الإنجليزية)
- يوريس كوريا على موقع AS.com (الإسبانية)